# Efraín Morales
Efraín Andrés Morales Badillo (Decatur, 4 marzo 2004) è un calciatore boliviano, difensore del CF Montréal e della nazionale boliviana.

## Caratteristiche tecniche
È un difensore centrale.

## Carriera

### Club
Morales ha iniziato la sua carriera calcistica nel settore giovanile dell'Atlanta United, ed il 13 agosto 2020 ha firmato il suo primo contratto professionistico da homegrown player. Assegnato alla seconda squadra, ha fatto il suo esordio tre giorni più tardi nell'incontro di USL Championship perso 3-2 contro il Charleston Battery, dove ha trovato anche la sua prima rete.
Il 28 aprile 2024 ha fatto il suo esordio in prima squadra nell'incontro di MLS pareggiato 0-0 contro il Chicago Fire.
Il 23 luglio 2025 viene ceduto a titolo definitivo al CF Montréal.

### Nazionale
Il 17 gennaio 2023 è stato incluso nella lista dei convocati della nazionale Under-20 boliviana per il campionato sudamericano di categoria.
Il 2 giugno 2024 è stato inserito nella lista dei pre-convocati per la Copa América 2024, ma ha declinato a causa di problemi personali. Il 15 novembre seguente ha debuttato in nazionale maggiore giocando titolare l'incontro di qualificazione per il campionato mondiale 2026 perso 4-0 contro l'Ecuador.

## Statistiche

### Presenze e reti nei club
Statistiche aggiornate al 15 novembre 2024.
| Stagione              | Squadra               | Campionato            | Campionato | Campionato | Coppe nazionali | Coppe nazionali | Coppe nazionali | Coppe continentali | Coppe continentali | Coppe continentali | Altre coppe | Altre coppe | Altre coppe | Totale | Totale | Totale |
| Stagione              | Squadra               | Comp                  | Pres       | Reti       | Comp            | Pres            | Reti            | Comp               | Pres               | Reti               | Comp        | Pres        | Reti        | Pres   | Reti   |        |
| --------------------- | --------------------- | --------------------- | ---------- | ---------- | --------------- | --------------- | --------------- | ------------------ | ------------------ | ------------------ | ----------- | ----------- | ----------- | ------ | ------ | ------ |
| 2020                  | Atlanta United 2      | USL                   | 4          | 1          | -               | -               | -               | -                  | -                  | -                  | -           | -           | -           | 4      | 1      |        |
| 2021                  | Atlanta United 2      | USL                   | 6          | 0          | -               | -               | -               | -                  | -                  | -                  | -           | -           | -           | 6      | 0      |        |
| 2022                  | Atlanta United 2      | USL                   | 24         | 0          | -               | -               | -               | -                  | -                  | -                  | -           | -           | -           | 24     | 0      |        |
| 2023                  | Atlanta United 2      | USL                   | 20         | 1          | -               | -               | -               | -                  | -                  | -                  | -           | -           | -           | 20     | 1      |        |
| 2024                  | Atlanta United 2      | USL                   | 15         | 1          | -               | -               | -               | -                  | -                  | -                  | -           | -           | -           | 15     | 1      |        |
| 2024                  | Atlanta United        | MLS                   | 4          | 0          | USCup           | 3               | 0               | -                  | -                  | -                  | LC          | 0           | 0           | 7      | 0      |        |
| feb.-lug. 2025        | Atlanta United        | MLS                   | 5          | 0          |                 | -               | -               | -                  | -                  | -                  | LC          | -           | -           | 5      | 0      |        |
| Totale Atlanta United | Totale Atlanta United | Totale Atlanta United | 9          | 0          |                 | 3               | 0               |                    | -                  | -                  |             | 0           | 0           | 12     | 0      |        |
| lug.-dic. 2025        | CF Montréal           | MLS                   | 1          | 0          | CC              | -               | -               |                    | -                  | -                  | LC          | -           | -           | 1      | 0      |        |
| Totale carriera       | Totale carriera       | Totale carriera       | 78         | 3          |                 | 3               | 0               |                    | -                  | -                  |             | 0           | 0           | 81     | 3      |        |

### Cronologia presenze e reti in nazionale
| Cronologia completa delle presenze e delle reti in nazionale ― Bolivia | Cronologia completa delle presenze e delle reti in nazionale ― Bolivia | Cronologia completa delle presenze e delle reti in nazionale ― Bolivia | Cronologia completa delle presenze e delle reti in nazionale ― Bolivia | Cronologia completa delle presenze e delle reti in nazionale ― Bolivia | Cronologia completa delle presenze e delle reti in nazionale ― Bolivia | Cronologia completa delle presenze e delle reti in nazionale ― Bolivia | Cronologia completa delle presenze e delle reti in nazionale ― Bolivia |
| Data                                                                   | Città                                                                  | In casa                                                                | Risultato                                                              | Ospiti                                                                 | Competizione                                                           | Reti                                                                   | Note                                                                   |
| ---------------------------------------------------------------------- | ---------------------------------------------------------------------- | ---------------------------------------------------------------------- | ---------------------------------------------------------------------- | ---------------------------------------------------------------------- | ---------------------------------------------------------------------- | ---------------------------------------------------------------------- | ---------------------------------------------------------------------- |
| 15-11-2024                                                             | Guayaquil                                                              | Ecuador                                                                | 4 – 0                                                                  | Bolivia                                                                | Qual. Mondiali 2026                                                    | -                                                                      |                                                                        |
| 19-11-2024                                                             | El Alto                                                                | Bolivia                                                                | 2 – 2                                                                  | Paraguay                                                               | Qual. Mondiali 2026                                                    | -                                                                      | 46’                                                                    |
| 20-3-2025                                                              | Lima                                                                   | Perù                                                                   | 3 – 1                                                                  | Bolivia                                                                | Qual. Mondiali 2026                                                    | -                                                                      |                                                                        |
| 25-3-2025                                                              | El Alto                                                                | Bolivia                                                                | 0 – 0                                                                  | Uruguay                                                                | Qual. Mondiali 2026                                                    | -                                                                      |                                                                        |
| 6-6-2025                                                               | Maturín                                                                | Venezuela                                                              | 2 – 0                                                                  | Bolivia                                                                | Qual. Mondiali 2026                                                    | -                                                                      |                                                                        |
| 10-6-2025                                                              | El Alto                                                                | Bolivia                                                                | 2 – 0                                                                  | Cile                                                                   | Qual. Mondiali 2026                                                    | -                                                                      |                                                                        |
| Totale                                                                 |                                                                        | Presenze                                                               | 6                                                                      |                                                                        | Reti                                                                   | 0                                                                      |                                                                        |